# میشائیل یاری

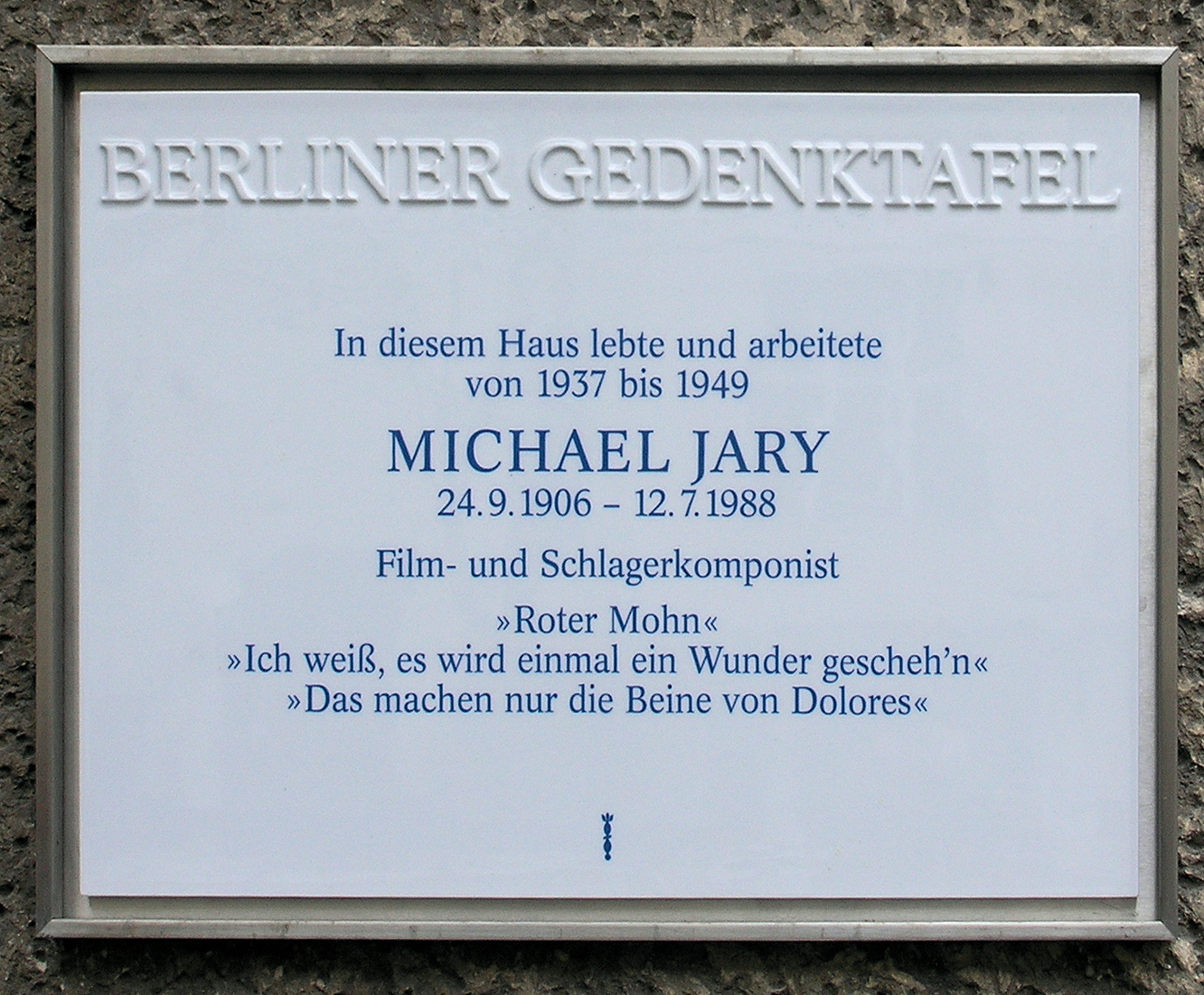
میشائیل یاری

میشائیل یاری (آلمانی: Michael Jary؛ ‏ ۲۴ سپتامبر ۱۹۰۶ – ۱۲ ژوئیهٔ ۱۹۸۸) آهنگساز و موسیقی‌دان اهل آلمان بود.
از فیلم‌هایی که وی در آن‌ها نقش داشته‌است، می‌توان به نقاب آبی و ملکه آرنا اشاره نمود.